# David Paton
David Paton, né le 29 octobre 1949 à Édimbourg (Écosse), est un bassiste, guitariste et chanteur écossais. Il perce au milieu des années 1970 en tant que chanteur et bassiste du groupe Pilot, qui a marqué des succès avec Magic, January, Just a Smile et Call Me Round avant de se séparer en 1977. David Paton est également connu pour son implication dans la mouture originale de The Alan Parsons Project (1975-1985) et pour son travail avec des artistes tels que Kate Bush, Camel et Elton John. Il a notamment joué de la basse fretless sur le titre Nikita d'Elton John. 

## Biographie
David Paton a grandi dans la banlieue sud-est de Gilmerton, à Édimbourg, où il a fréquenté la Liberton High School. Son premier groupe s'appelait The Beachcombers, qui signe un contrat d'enregistrement en 1968 avec CBS Records. Ils changent leur nom pour The Boots et publient leur premier single, The Animal In Me . Il est bientôt suivi de Keep Your Lovelight Burning, mais après environ deux ans, le groupe se sépare à cause de problèmes d'argent, en 1970 . Il remplace ensuite un guitariste dans les Bay City Rollers, pour une courte période, mais n'a jamais enregistré avec eux. Après les avoir quittés en octobre 1970, il devient membre d'un autre groupe appelé Fresh, qui change ensuite son nom pour Chrystian et publie un single, Nursery Lane, en 1971.  Tout en jouant avec le groupe, il occupe un emploi de musicien dans une boîte de nuit appelée Tiffanys où il rencontre Ian Bairnson . 
En 1973, Paton est cofondateur de Pilot. Avec Ian Bairnson, Billy Lyall et Stuart Tosh, ils enregistrent plusieurs démos avec EMI Records et leur premier album From the Album of the Same Name (en), publié en 1974. Sur celui-ci était inclus leur premier hit majeur, Magic et Bairnson, qui n'était pas encore un membre officiel du groupe, les rejoint après l'enregistrement du premier album. Ils sortent leur deuxième album Second Flight en 1975, et son single January (en) culmine au UK Singles Chart pendant trois semaines, ironiquement à partir du 1er février. Il est suivi en 1976 par leur troisième album, Morin Heights, enregistré au Studio de Morin Heights au Québec, Canada, et produit par Roy Thomas Baker. La même année, lui et Bairnson commencent à travailler avec le producteur Alan Parsons et publient un premier album sous le nom de Alan Parsons Project, Tales of Mystery & Imagination. Paton a joué de la basse et a chanté avec le groupe jusqu'à l'album Stereotomy de 1986 alors qu'il continuait à travailler avec d'autres artistes en tant que musicien de session. Il a également joué sur les deux premiers albums de Kate Bush en 1978, The Kick Inside et Lionheart . 
Dans les années 1980, David Paton est connu pour son travail avec Camel et Elton John dans des albums studio et en tournée à travers le monde. D'autres prestations incluent la guitare basse et les chœurs pour plusieurs albums de Fish, ainsi que Rick Wakeman dans les années 1990, tels que The Classical Connection, African Bach, Softsword, The Classical Connection 2 et Prayers. En 1984, il était membre de Keats. En 1985, il a participé à la bande originale du film Ladyhawke, écrit, composé et joué par Andrew Powell et produit par Alan Parsons. 
Son premier album solo est sorti en 1991, intitulé Passions Cry, et le deuxième album No Ties No Strings est sorti en 2003. No Ties No Strings était un réenregistrement de son album jamais sorti de 1980. 
David Paton est également apparu en solo dans la série de concerts Countdown Spectacular 2 en Australie, entre août et septembre 2007, en tant qu'interprète et directeur musical. [réf. nécessaire]

## Discographie

### Solo
- 1991 : Passions Cry
- 1997 : Fragments
- 2003 : The search
- 2007 : Fellow man
- 2009 : The Studio Diary Songs
- 2012 : Under The Sun
- 2019 : The Traveller

### David Paton & Friends
- 2007 : Originals

### Boots
Simples   : 
- 1968 : The Animal in Me
- 1968 : Keep Your Lovelight Burning

### Chrystian
Simple  : 
- 1971   : Nursery Lane

### Pilot
Albums studio   : 
- 1974 : From the Album of the Same Name
- 1975 : Second Flight
- 1976 : Morin Heights - enregistré à Morin Heights Le Studio
- 1977 : Two's a Crowd
- 2002 : Blue Yonder
- 2008 : The Craighall Demos 71:76
- 2014 : A Pilot Project - David Paton's tribute to The Alan Parsons Project

Albums de compilation   : 
- 1980 : The Best of Pilot
- 1997 : Magic
- 1997 : Magic: A Golden Classics Edition
- 2004 : A's, B's & Rarities

### Alan Parsons Project
Albums studio : 
- 1976 : Tales of Mystery and Imagination
- 1977 : I Robot
- 1978 : Pyramid
- 1979 : Eve
- 1980 : The Turn of a Friendly Card
- 1982 : Eye in the Sky
- 1984 : Ammonia Avenue
- 1985 : Vulture Culture
- 1985 : Stereotomy

Compilations : 
- 1981 : Trilogy - compilations, including I Robot, Pyramid and Eve albums on 3 CDs
- 1981 : I Robot / Pyramid / Eve / The Turn of a Friendly Card - box set, including these 4 albums on 4 CDs
- 1983 : The Best of The Alan Parsons Project
- 1985 : Vulture Culture: The Alan Parsons Project Special
- 1987 : The Best of The Alan Parsons Project - Volume 2
- 1987 : Limelight - The Best of Vol.2
- 1988 : The Instrumental Works
- 1989 : Pop Classics
- 1991 : Prime Time: The Alan Parsons Project Best
- 1991 : Anthology (Connoisseur Collection
- 1992 : Anthology - distributed in Italy only
- 1992 : Hits in the Sky distributed in Hong Kong only
- 1992 : The Best of the Alan Parsons Project - distributed in France only
- 1992 : The Best of The Alan Parsons Project - double album distributed in Germany only
- 1992 : The Ultimate Collection - double album
- 1997 : Gold Collection - double album
- 1997 : The Definitive Collection - double album
- 1999 : 36 All-Time Greatest Hits - double album
- 1999 : Eye in the Sky: The Encore Collection
- 1999 : Master Hits: The Heritage Series
- 2003 : Silence and I - The Very Best Of - 3-CD box set distributed in Germany only
- 2003 : Platinum & Gold Collection
- 2007 : The Essential Alan Parsons Project - double album
- 2008 : Best of Alan Parsons Project
- 2010 : The Collection
- 2010 : Original Album Classics - 5-CD box set, including Pyramid, The Turn of a Friendly Card, Eve, Stereotomy and Gaudy
- 2014 : The Complete Albums Collection - box set, including all 10 albums and 1 never before released CD The Sicilian Defence

### Kate Bush
Albums studio   : 
- 1978 : The Kick Inside
- 1978 : Lionheart

Albums de compilation   : 
- 1983 : The Single File
- 1986 : The Whole Story
- 1990 : This Woman's Work: Anthology 1978–1990

### Camel
- 1982: The Single Factor
- 1984: Stationary Traveller
- 1991: Dust and Dreams
- 1994: On the Road 1982
- 1996: Harbour of Tears

### Keats
Simple   : 
- 1984 : "Turn Your Heart Around" / "Ask No Questions"

Album   : 
- 1984   : Keats - réédité en 2015   : avec Peter Bardens, Colin Blunstone, Ian Bairnson, Stuart Elliott; produit par Alan Parsons

### Rick Wakeman
Simples   : 
- 1991   : Don't Fly Away b / w After Prayers
- 1996   : Welcome a Star - Rick Wakeman & Ramon Remedios - Édité sur Cassette Single & CD Single

Albums studio   : 
- 1988 : Time Machine - With Ashley Holt, Roy Wood, Tony Fernandez, etc. - Edited on Vinyl LP, Cassette & CD.
- 1991 : The Classical Connection
- 1991 : African Bach
- 1991 : Softsword
- 1993 : The Classical Connection 2 - With Chris Squire, Bill Bruford & Steve Howe.
- 1993 : Prayers
- 1995 : Rock & Pop Legends : Rick Wakeman - With Ashley Holt & Tony Fernandez.
- 1995 : Almost Live in Europe - The title says it all, recordings were so bad they had to rework in studio after the tour.
- 1996 : The New Gospels
- 1996 : Can You Hear Me?
- 1996 : Orisons

Vidéos   : 
- 1988 : The Word and The Gospels - VHS
- 1991 : The Classical Connection Video - VHS.
- 1996 : The New Gospels Video - VHS - With Adam Wakeman.
- 1998 : Rick Wakeman Live Video - With Ashley Holt & Tony Fernandez. - First on VHS, later reedited on DVD.

### Fish
Albums studio   : 
- 1991 : Internal Exile
- 1993 : Songs from the Mirror
- 1994 : Suits

Albums live   : 
- 1991 : Derek Dick & His Amazing Electric Bear
- 1992 : There's a Guy Works Down the Chip Shop Swears He's Fish (unofficial release)
- 1993 : For Whom the Bells Toll
- 1993 : Toiling in the Reeperbahn
- 1993 : Uncle Fish & The Fish Creepers
- 1994 : Acoustic Session
- 1994 : Sushi
- 1994 : Lucky Bastards (unofficial release, recorded 1991)
- 1998 : Fortunes of War (recorded 1994)
- 1999 : The Complete BBC Sessions (recorded 1989 and 1991)

Albums de compilation   : 
- 1998 : Kettle of Fish

Simple : 
- 1994 : Lady Let It Lie / Out of My Life / Black Canal

### Sadie Paton
Simple : 
- 2012 : Don't Touch Me
- 2018 : Love Song

### Eric Woolfson
- 2009 : Eric Woolfson sings The Alan Parsons Project That Never Was - David à la basse sur Any Other Day et Rumour Goin' Round

### Collaborations
- 1974 : Ra Ta Ta / Pamela - Scotch Mist - Single - Pamela écrit par William Lyall & David Paton. Alan Parsons producteur.
- 1975 : Sail Away / Never Seen the Like - Jack Harris - Single - The Alan Parsons Project.
- 1975 : First Day - David Courtney - avec David Gilmour, Pilot, BJ Cole, Albert Lee, etc. Produit par Andrew Powell.
- 1976 : Solo Casting - William Lyall - Avec Phil Collins, Stuart Tosh, Ian Bairnson, Ronnie Leahy, etc.
- 1976 : You've Got to Get Me Higher / Now That I've Found You - Marilyn Miller - Single - Écrits par Billy Lyall.
- 1978 : Dear Anyone - Don Black & Geoff Stephens
- 1979 : Crusader - Chris de Burgh - Avec Stuart Elliott, Francis Monkman, Andrew Powell, Ian Bairnson.
- 1981 : Chris Rea - Chris Rea
- 1981 : Elaine Page - Elaine Page
- 1982 : More Than a Dream - John Townley
- 1982 : Death Wish II Original Soundtrack - Jimmy Page - Avec Chris Farlowe, Dave Lawson, Dave Mattacks etc.
- 1982 : Single Factor - Camel - Basse, chant et chœurs sur une chanson
- 1983 : Plays the Best of The Alan Parsons Project - Andrew Powell & The London Philarmonia Orchestra - Basse sur une chanson
- 1984 : Stationary Traveller - Camel - Basse sur deux chansons, basse fretless sur deux autres chansons
- 1985 : Ice on Fire : Elton John - David Paton à la basse sur trois chansons
- 1985 : Ladyhawke Original Motion Picture Soundtrack - Andrew Powell - Produit par Alan Parsons
- 1985 : Performance-The Best of Tim Rice & Andrew Lloyd Webber - Artistes divers
- 1986 : Leather Jackets - Elton John - David Paton à la basse sur 6 titres
- 1987 : Live in Australia with the Melbourne Symphony Orchestra - Elton John
- 1988 : Reg Strikes Back - Elton John - Avec Pete Townshend, Dee Murray, Nigel Olsson & Davey Johnstone
- 1988 : Love's a State of Mind - Silvia Griffin
- 1989 : Red Corner - Matia Bazar
- 1989 : You You - Frank Ryan
- 1990 : Amada Mia - Catelina Caselli
- 1990 : 1234 - Propaganda - David Paton et David Gilmour sur Only one word
- 1990 : Pri Le Bracci E Poi Vola - Ron
- 1991 : Dust & Dreams - Camel - Chant sur un titre
- 1992 : Elvis Has Left the Building - The River Detectives
- 1994 : The Last of the Independents - The Pretenders - avec Ian Stanley (TFF), David Lord, etc.
- 1994 : On the Road 1982 - Camel - Basse and voix
- 1995 : Maiden Heaven - Fiona Kennedy
- 1996 : A Summer in Skye - Blair Douglas
- 1996 : Harbour of Tears - Camel - Basse et chant sur une chanson
- 1997 : Half Moon Bay - Gerry O' Beirne
- 1997 : If I Ever Return - Connie Dover
- 1997 : Donegal Rain - Andy M. Stewart
- 1998 : Borderland - John McNairn
- 1998 : Presented to the Heart - Alexander Mesek
- 1998 : Redwood Cathedral - Dick Gaughan
- 1999 : Suileandubh (Dark Eyes) - Tannas
- 1999 : Faileasan Uibhist - Margaret Callan
- 1999 : Will You Walk on By/On the West Side - Donnie Munro avec Holly Thomas - Single
- 2000 : Highwired - McAllias
- 2000 : Donnie Munro - Donnie Munro
- 2001 : Green Indians : A Tribute to Kevin Wilkinson - Collectif
- 2002 : Legacy : The Music of Marc Bolan & T Rex - Collectif
- 2002 : Across the City and the World - Donnie Munro
- 2002 : Oubliette - Holly Thomas
- 2003 : If Only - Nobby Clark
- 2003 : Change - Ray Wilson - David Paton à la basse sur quatre titres
- 2006 : Magical Hat - Beagle Hat - Paton chant, guitare électrique, guitare acoustique, piano, chœurs
- 2013 : Don't Know What to Say - Nick Vernier Band - David Paton voix lead
- 2019 : One Fine Day - Chris Rea

### Production
- 2005 : The Last Song in Abbey Road - Kenny Herbert - David Paton : basse et production
- 2006 : Famous faces on a bar room wall - Kenny Herbert & Rab Howat - David Paton : basse et production
- 2007 : Songs of our lives - Kenny Herbert & Rab Howat - David Paton : basse et production
- 2008 : All of my days - Kenny Herbert - David Paton : basse et production
- 2010 : Another Positive Line - The Apple Beggars - David Paton : basse et production